# امیرآباد (فراهان)
امیرآباد (تفرش)، روستایی از توابع بخش فراهان شهرستان فرمهین در استان مرکزی ایران است.

## جمعیت
این روستا در دهستان فرمهین قرار دارد و براساس سرشماری مرکز آمار ایران در سال ۱۳۸۵، جمعیت آن ۹۵۴ نفر (۲۲۲خانوار) بوده‌است.این روستا دارای سه مدرسه و یک درمانگاه میباشد محصولات کشاورزی امیر اباد بیشتر دیمی و شامل گندم و نخود و عدس میباشد